# リモートエンジンスターター
リモートエンジンスターターとは、遠隔操作（リモコン）で自動車のエンジンを始動・停止させる装置である。数百m～1km程度の距離でも操作が可能。エンジンが掛かった際にアンサーバック（リモコンで始動確認ができる機能）が可能な機種も増えた。一部のメーカーでは純正オプションとして装着できるほか、ホームセンターやカー用品店で汎用品がおおむね1～2万円程度で販売されている。これは別途、車種別のハーネスも購入しイグニションに接続させることで機能させることができる。近年はイモビライザーの普及により、容易にエンジンスターターを装着できない車種も増えるかに思われた。しかし、イモビライザーに対応したエンジンスタータも開発され、現在でも多くの日本車に装着できる。

## メリット
駐車場が離れた場所にあってもエンジンを始動できる。駐車場まで歩く間に暖機運転が済み、エアコンやヒーターが十分に効いた快適な室内を得ることができる。

## 安全性
自動車が暴走することを防ぐため、当初はAT車にしか装着できなかった。現在ではMT車にも装着可能だが、エアコンを始動したまま、またはギアがN以外の位置にある状態でエンジンを始動し車を暴走させ死亡事故を起こした例もあるので推奨されない。
また、無人でエンジンが始動することによって引き起こされる盗難や、子供が乗り込んで運転装置を不意に操作してしまうなどのリスクが懸念される。
特に公道上においては、無人でエンジンを始動させる事は非常に危険であるので注意を要する他、むやみなアイドリングは都道府県の条例違反となる場合もある。そもそも、法律は運転者がエンジンを掛けたまま車両を離れる事を想定していない。

## 事故を未然に防ぐ対策
メーカー純正品の場合はエンジンスタータで始動した後にドアを開けることにより、エンジンが停止する仕組みになっているものが多い。これは事故を未然に防ぐための対策である。近年はATのセレクトレバー位置の検出やドアロック検出など、数多くの安全性確保のための対策が施されるようになった。

## 参考リンク
- 「エンジンスターター」のメリットと注意点は？